# Fjodor Alexandrowitsch Samsonow
Fjodor Alexandrowitsch Samsonow (russisch Фёдор Александрович Самсонов; * 9. Novemberjul. / 22. November 1901greg. im Gouvernement Saratow, Russisches Kaiserreich; † 1. Januar 1980 in Moskau) war ein sowjetischer Offizier und zuletzt Generaloberst der Artillerie.

## Leben

### Offizier, Zweiter Weltkrieg und Aufstieg zum Generaloberst der Artillerie
Fjodor Alexandrowitsch Samsonow trat während des Russischen Bürgerkrieges 1920 in die Rote Armee ein. Nach zahlreichen Verwendungen als Offizier und Stabsoffizier war er bei Beginn des Deutsch-Sowjetischen Krieges (22. Juni 1941 bis 2. Mai 1945) zunächst Chef des Stabes der Artillerie an der Brjansker Front sowie daraufhin von August bis Dezember 1941 Kommandeur der Artillerie der 28. Armee. Nach seiner Beförderung zum Generalmajor der Artillerie am 27. Dezember 1941 war er von Dezember 1941 bis April 1946 Chef des Stabes der Hauptverwaltung Artillerie und wurde als solcher am 7. Juni 1943 zum Generalleutnant sowie am 18. November 1944 zum Generaloberst der Artillerie befördert.
Nach Ende des Zweiten Weltkrieges war Samsonow zwischen April 1946 und 1948 Leiter der Artillerieabteilung der Höheren Militärakademie „K. J. Woroschilow“ sowie im Anschluss von 1948 bis 1950 zunächst Akademischer Sekretär für Artillerieanwendungen an der Akademie für Artilleriewissenschaften und danach von 1950 bis zu deren Auflösung 1953 Mitglied des Präsidiums dieser Akademie. Zuletzt war er von 1953 bis zu seiner Versetzung in den Ruhestand im April 1964 Chefredakteur der Zeitschrift Artillerie und Bewaffnung. Seit Juli 1953 war er zudem Chefredakteur für die Veröffentlichung des mehrbändigen Werks Artillerie und Artillerieversorgung im Großen Vaterländischen Krieg. Er führte viele theoretische Untersuchungen zur Rolle der sowjetischen Artillerie im Krieg durch und veröffentlichte ferner eine Reihe von Artikeln in militärischen Fachzeitschriften. 1946 erschien sein Buch Artillerie-Offensive. Nach seinem Tode wurde er auf dem Kunzewoer Friedhof in Moskau beigesetzt.

### Ehrungen und Auszeichnungen
Für seine langjährigen Verdienste wurde Samochin mehrfach ausgezeichnet und erhielt unter anderem folgende Orden und Auszeichnungen: den Leninorden (30. April 1945), drei Mal den Rotbannerorden (2. Juni 1942, 3. November 1944, 15. November 1950), den Suworow-Orden Erster Klasse (17. November 1945), den Kutusoworden Erster Klasse (18. November 1944), den Suworow-Orden Zweiter Klasse (4. Oktober 1943), den Orden des Vaterländischen Krieges Erster Klasse (16. Mai 1944) sowie den Orden des Roten Sterns (1. Dezember 1961).

## Veröffentlichung
- Артиллерийское наступление, (dt. „Artillerie-Offensive“), 1946